# 後藤ゆり
後藤 ゆり（ごとう ゆり）は、日本の老犬ホーム・ドッグホテルの運営者。

## 経歴
1990年、shu uemure make up school（美容師養成施設ではない）大阪校・名古屋校修了、20代でエステティシャンなどの民間資格を取得する。
その後、講師を務める傍ら、スリランカに留学し、現地の伝統的なエステティックであるアーユルヴェーダを学ぶ。帰国後は、各地のリゾートホテルにおいてエステサロンを経営し、12店舗まで拡大させたが、東日本大地震をきっかけに全店舗を閉店した。
現在は、エステ・メイク・植物効果などを融合させた美的健康法を追求しながら 、「老化しない肌を保つためには、スキンケアなどの外面と食事などの内面の融合、また精神面を心地よく保つことが重要である」というテーマを基本とし、企業や女子大、カルチャーセンター等において講師としてセミナーを開催するなど、自身の美容知識と経験を広げる活動を行っている。
ドッグビジネスにおいては、白いカニンヘンダックスのブリーディングやショードッグのブリーディングからスタートさせた。
2005年、当時はまだアメリカにしかいなかったティーカッププードルに魅せられ、輸入を初めたが、輸入の際のプードルへの負担を考慮し、日本で繁殖することはできないかと研究したのち、ティーカッププードルの日本でのブリーディングを成功させる。日本でのティーカッププードル人気の先駆けとなった。
しかし、命を扱うビジネスに対して抵抗を感じるようになり、ブリーディングビジネスを卒業する。この経験と知識を活かして、現在は、老犬ホーム・ドッグホテルの運営、また、犬の殺処分を減らすための保護活動に力を注いでいる。

## 著書
- 『ティーカッププードルの正しい愛し方』流行発信、2010年4月28日。[3]